# بين كير
بين كير هو فنان الشارع ومغني كندي، ولد في 1930 في يارموث ‏ في كندا، وتوفي في 17 يونيو 2005 في تورونتو في كندا.